# Skate Canada International de 1988
O Skate Canada International de 1988 foi a décima quinta edição do Skate Canada International, um evento anual de patinação artística no gelo organizado pelo Skate Canada. A competição foi disputada na cidade de Thunder Bay, Ontário, Canadá.

## Eventos
- Individual masculino
- Individual feminino
- Duplas
- Dança no gelo

## Medalhistas
| Evento                        | Ouro                                                  | Prata                                               | Bronze                                                 |
| Individual masculino detalhes | Kurt Browning · Canadá                                | Viktor Petrenko · União Soviética                   | Angelo D'Agostino · Estados Unidos                     |
| Individual feminino detalhes  | Natalia Lebedeva · União Soviética                    | Jill Trenary · Estados Unidos                       | Patricia Neske · Alemanha Ocidental                    |
| Duplas detalhes               | Isabelle Brasseur · Lloyd Eisler · Canadá             | Peggy Schwarz · Alexander König · Alemanha Oriental | Ekaterina Murugova · Artem Torgashov · União Soviética |
| Dança no gelo detalhes        | Natalia Annenko · Genrikh Sretenski · União Soviética | April Sargent · Russ Witherby · Estados Unidos      | Melanie Cole · Michael Farrington · Canadá             |

## Resultados

### Individual masculino
| Pos.              | Nome              | Nacionalidade      |
| ----------------- | ----------------- | ------------------ |
| Medalha de ouro   | Kurt Browning     | Canadá             |
| Medalha de prata  | Viktor Petrenko   | União Soviética    |
| Medalha de bronze | Angelo D'Agostino | Estados Unidos     |
| 4                 | Matthew Hall      | Canadá             |
| 5                 | Cameron Medhurst  | Austrália          |
| 6                 | Daniel Weiss      | Alemanha Ocidental |
| 7                 | Jim Cygan         | Estados Unidos     |
| 8                 |                   |                    |
| 9                 |                   |                    |
| 10                | Frédéric Lipka    | França             |

### Individual feminino
| Pos.              | Nome                  | Nacionalidade      |
| ----------------- | --------------------- | ------------------ |
| Medalha de ouro   | Natalia Lebedeva      | União Soviética    |
| Medalha de prata  | Jill Trenary          | Estados Unidos     |
| Medalha de bronze | Patricia Neske        | Alemanha Ocidental |
| 4                 | Charlene Wong         | Canadá             |
| 5                 | Tracey Damigella      | Estados Unidos     |
| 6                 | Yukiko Kashihara      | Japão              |
| 7                 | Marie-Claude Tremblay | Canadá             |
| 8                 | Tamara Téglássy       | Hungria            |
| 9                 | Gina Fulton           | Reino Unido        |

### Duplas
| Pos.              | Nome                                 | Nacionalidade      |
| ----------------- | ------------------------------------ | ------------------ |
| Medalha de ouro   | Isabelle Brasseur / Lloyd Eisler     | Canadá             |
| Medalha de prata  | Peggy Schwarz / Alexander König      | Alemanha Oriental  |
| Medalha de bronze | Ekaterina Murugova / Artem Torgashov | União Soviética    |
| 4                 | Natalie Seybold / Wayne Seybold      | Estados Unidos     |
| 5                 | Melanie Gaylor / Lee Barkell         | Canadá             |
| 6                 | Lisa Cushley / Neil Cushley          | Reino Unido        |
| 7                 | Sonja Adalbert / Daniele Caprano     | Alemanha Ocidental |

### Dança no gelo
| Pos.              | Nome                                    | Nacionalidade   |
| ----------------- | --------------------------------------- | --------------- |
| Medalha de ouro   | Natalia Annenko / Genrikh Sretenski     | União Soviética |
| Medalha de prata  | April Sargent / Russ Witherby           | Estados Unidos  |
| Medalha de bronze | Melanie Cole / Michael Farrington       | Canadá          |
| 4                 | Stefania Calegari / Pasquale Camerlengo | Itália          |
| 5                 | Jodie Balogh / Jerod Swallow            | Estados Unidos  |
| 6                 | Sophie Moniotte / Pascal Lavanchy       | França          |
| WD                | Karyn Garossino / Rod Garossino         | Canadá          |

## Quadro de medalhas
| Ordem | País               | Medalha de ouro | Medalha de prata | Medalha de bronze |    | Ordem por total |
| ----- | ------------------ | --------------- | ---------------- | ----------------- | -- | --------------- |
| 1     | União Soviética    | 2               | 1                | 1                 | 4  | 1               |
| 2     | Canadá             | 2               |                  | 1                 | 3  | 2               |
| 3     | Estados Unidos     |                 | 2                | 1                 | 3  | 2               |
| 4     | Alemanha Oriental  |                 | 1                |                   | 2  | 4               |
| 5     | Alemanha Ocidental |                 |                  | 1                 | 1  | 5               |
| TOTAL | TOTAL              | 4               | 4                | 4                 | 12 | —               |